# Humniska (rejon złoczowski)
Humniska (ukr. Гумниська, Humnyśka) – wieś w obwodzie lwowskim, w rejonie złoczowskim na Ukrainie.
Wieś starostwa grodowego buskiego na początku XVIII wieku. W II Rzeczypospolitej gmina wiejska. Od 1 sierpnia 1934 r., w ramach reformy scaleniowej stała się częścią gminy Busk w powiecie kamioneckim.
W czasie okupacji niemieckiej mieszkająca tutaj polska rodzina Gałońskich ukrywała Żydów. W 2001 roku Instytut Jad Waszem uhonorował za to Wojtka i Annę Gałońskich oraz ich dzieci, Tadeusza Gałońskiego i Paulinę Kobyalko, tytułami Sprawiedliwych wśród Narodów Świata.
W kwietniu i czerwcu 1944 nacjonaliści ukraińscy z OUN-UPA zamordowali tutaj 15 Polaków.
Do 19 lipca 2020 r. w rejonie buskim. 

## Położenie
Według Słownika geograficznego Królestwa Polskiego i innych krajów słowiańskich: Humniska to wieś w powiecie Kamionka Strumiłowa, położona 9,5 km (na wschód) od Buska.